# Tratado de Corbeil (1326)
El Tratado de Corbeil (1326) renovó la Auld Alliance entre Francia y Escocia. Confirmaba la obligación de cada nación a declarar la guerra a Inglaterra si uno de los dos fuera atacado por Inglaterra. La delegación escocesa bajo el mando de Roberto I de Escocia fue liderada por Thomas Randolph, I conde de Moray.